# انیکو باراباش
انیکو باراباش (انگلیسی: Enikő Barabás؛ زادهٔ ۲۱ july ۱۹۸۶ (۳۸ سال)) ورزشکار روئینگ اهل رومانی است.
وی در مسابقات کشوری و بین‌المللی در مجموع برندهٔ ۲ مدال طلا، ۱ مدال نقره، ۱ مدال برنز شده‌است.